# ウクライナ臨時労働者・農民政府

ウクライナ臨時労働者・農民政府
Временное рабоче-крестьянское правительство Украины  (ロシア語)
Тимчасовий Робітничо-Селянський Уряд України (ウクライナ語)

ウクライナ臨時労働者・農民政府（ロシア語: Временное рабоче-крестьянское правительство Украины  、ウクライナ語: Тимчасовий Робітничо-Селянський Уряд України  ）は、1918年11月28日、ウクライナ共産党の決定と赤軍の支援により、クルスクで創設されたソビエトの臨時政府であり、その所在地はスジャ（現在のクルスク州）とされた。そして同日、政府はマニフェストを発表した。このソビエト政府は、1919年1月1日にミンスクでマニフェストを発表したベラルーシ臨時労働者・農民政府と全く同じ方法で作られたものである。ウクライナ臨時労働者・農民政府は、ソビエト・ロシアがウクライナに対する敵対行為を再開したことにより、ウクライナにおけるソビエト権力の最高立法・行政・管理機関となった。

## 全ウクライナ中央軍事革命委員会
1918年7月から、ボリシェヴィキはウクライナ政府に対する蜂起と、中央同盟国によるウクライナの占領を準備していた。
1918年7月5日から12日までモスクワで開催されたウクライナ共産党の党大会で、党の決議「武装蜂起について」を適応し、全ウクライナ中央軍事革命委員会（ミレヴコム）の設立が決定された。ミレヴコムはクルスクにあり、旧ウクライナ・ボリシェヴィキ政権の反乱軍のメンバーで構成されていた。そのメンバーの中には、アンドレイ・ブーブノフ（リーダー）、ヴォロディミール・ザトンスキー、ウラジーミル・アウセム、ユーリ・コチュビンスキー、ユーリ・ピャタコフなどがいた。
1918年8月5日、戦闘を再開しようとしたミレヴコムは、まだ準備されていなかったウクライナでの蜂起に関する誤った命令第1号を出した。翌月、ウクライナ共産党の指導により、ウクライナ・ソビエト第1、第2師団が編成された。
政府のストライキ部隊となったのは、1918年8月に全ウクライナ中央軍事革命委員会によって創設された2つのウクライナ反乱軍師団である。ソビエトの歴史学では、委員会は、オーストリア・ドイツの占領軍とブルジョア・土地所有者のウクライナ・ヘーチマン政権に対抗して、ウクライナの労働者大衆の自由を求めて闘った主要組織として分類されている。中央軍事革命委員会は、1918年7月にモスクワで開催されたウクライナ共産党第1回大会で創設された。委員会のリーダーはアンドレイ・ブーブノフだった。この委員会は、地下革命委員会やパルチザンの編成も担当していた。1918年8月5日には、「ウクライナの全国的な反乱について」という命令第1号を出した。委員会は、ソ連軍がウクライナ臨時政府を樹立した1918年11月の4ヵ月後に解散している。
1918年11月17日にブレスト・リトフスク条約が破棄された後、ソビエトロシアの人民委員会議は、クルスク方面軍集団に革命軍事評議会を組織する命令を出した。この評議会には、ウラジーミル・アントノフ＝オヴセエンコ、ヴォロディミール・ザトンスキー、ヨシフ・スターリンが参加し、任務部隊の司令官はウラジーミル・アントノフ＝オヴセエンコであった。政権発足後、ヨシフ・スターリンに代わって、フョードル・セルゲイエフが就任した。

## ウクライナ臨時政府
政府の最大の目標は、「ソビエトにすべての力を」をモットーに社会主義革命を成し遂げることであった。 1919年1月6日、政府はウクライナ社会主義ソビエト共和国（略称：UkrSSR）を宣言した。1919年1月16日、政府は議長のユーリ・ピャタコフを解雇し、後継者としてフョードル・セルゲイエフを選出した。1919年1月28日、臨時政府に代わって、第一次ラコフスキー政府に代表される全ウクライナ人民委員会が発足した。第3回全ウクライナ・ソビエト会議（1919年3月6日～10日）では、ウクライナ憲法を採択し、新政府を人民委員会として承認した。

## 構成
スジャの政府
- 軍事部門 - フョードル・セルゲイエフ（後任 - M.ルキモビッチ ）
- 内務省 - ワシリー・アヴェリン
- 人民経済財務省 - エマニュエル・クヴィリング
- 外務省 - ブラセンコ
- 鉄道コミッサール - ジャルコ
- 行政部 - クドリン
  - 外交宣伝部 - ジャン・ブルンバーグ
  - 財務省 - ヴァシチェンコ
  - 書記 - グラノフスキー
- 軍事評議会（クルスク） - セルゲイエフ、ザトンスキー、アントノフ
- 国防軍評議会代表団 - ピャタコフ、セルゲイエフ
- ドイツ代表団との交渉 - ザトンスキー